# El món perdut (pel·lícula de 1925)
El món perdut (títol amb el que s'emeté "The Lost World") és una pel·lícula muda dirigida per Harry O. Hoyt per a la First National i protagonitzada per Wallace Beery, Bessie Love i Lewis Stone, entre d'altres. La pel·lícula, basada en la novel·la homònima d'Arthur Conan Doyle, que apareix al principi de la pel·lícula, es va estrenar el 2 de febrer del 1925. Els efectes especials de la pel·lícula, que va tenir un cost d'uns 700.000 dòlars, van estar a càrrec de Willis O'Brien, pioner de l'animació stop motion en el cinema. La revista Film Daily la va considerar la vuitena millor pel·lícula de l'any en el seu moment. El 1998, la pel·lícula va ser seleccionada per la Biblioteca del Congrés dels Estats Units per a la seva preservació en el National Film Registry. Ha estat subtitulada al català.

## Argument
Una expedició dirigida pel professor Challenger viatja de Londres a Brasil per tal de trobar un món perdut que es menciona en el diari d'un explorador desaparegut, Maple White. L'equip està format pel mateix professor Challenger, el professor Summerlee, Sir John Roxton, el periodista Edward Malone, l'indi Zambo, Paula White, filla de l'explorador desaparegut, el seu mico Jacko i Austin, el majordom de Challenger. A través de la selva amazònica els exploradors arriben a un misteriós altiplà on descobreixen que la natura no ha canviat d'ençà l'època dels dinosaures i queden a dalt aïllats de Zambo i Austin. Allà, tot i que John Roxton declara el seu amor per Paula, aquest se sent atreta pel periodista. A l'altiplà troben l'home de les cavernes i diversos dinosaures. En refugiar-se en una cova troben les restes de Maple White però també un túnel que s'obre fins al mig d'un precipici des d'on poden cridar Zambo i Austin. Aquests envien Jacko, el mico de Paula, amb una corda de que té lligada una escala per la que podran descendir. En aquell moment una erupció volcànica provoca un incendi a la selva però ells poden escapar i endur-se un brontosaure en una gàbia per provar l'existència del món perdut. En arribar a Londres la bèstia s'escapa terroritzant la ciutat fins que xoca amb el Pont de la Torre i cau al Tàmesi. Al final Malona i Paula acaben junts amb la benedicció de Roxton.

## Repartiment
- Wallace Beery (Professor Challenger)
- Bessie Love (Paula White)
- Lewis Stone (Sir John Roxton)
- Arthur Conan Doyle (ell mateix al pròleg)
- Lloyd Hughes (Edward Malone)
- Arthur Hoyt (Professor Summerlee)
- Alma Bennett (Gladys Hungerford)
- Virginia Brown Faire (Marquette)'
- Bull Montana (home de les cavernes/Gomez)
- Francis Finch-Smiles (Austin)
- Jules Cowles (Zambo)
- Margaret McWade (Mrs. Challenger)
- George Bunny (Colin McArdle)
- Charles Wellesley (Major Hibbard)
- Nelson MacDowell (advocat)
- Gilbert Roland (extra)